# نايجل ويليامسون
نايجل ويليامسون (بالإنجليزية: Nigel Williamson)‏ هو صحفي بريطاني، ولد في 1954.